# Epítopo linear

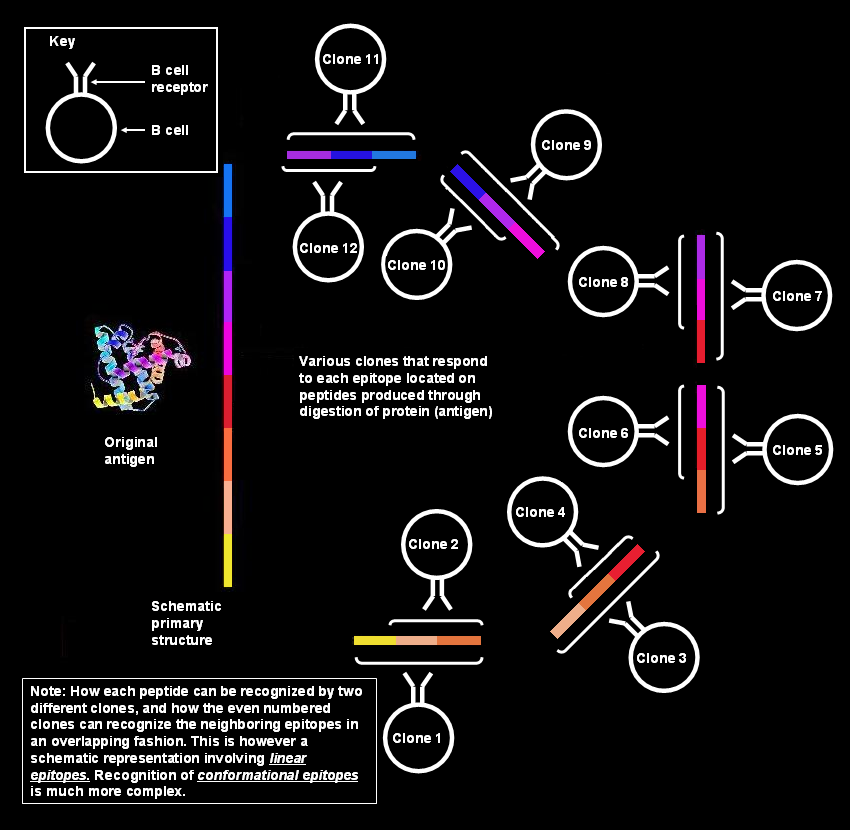
Reconhecimento de epítopos de forma linear. Nota: o mesmo segmento (a cores) da proteína pode fazer parte de mais de um epítopo

Um epítopo linear ou sequencial é um epítopo que é reconhecido pelos anticorpos pela sua sequência linear de aminoácidos ou estrutura primária. Em contrapartida, a maioria dos anticorpos reconhece um epítopo conformacional que possui uma forma tridimensional específica e estrutura proteica. Um antígeno é qualquer substância que o sistema imunológico pode reconhecer como sendo estranho e que provoca uma resposta imune. Como os antígenos são geralmente proteínas que são muito grandes para se ligarem como um todo a qualquer receptor, apenas segmentos específicos que formam o antígeno se ligam a um anticorpo específico. Tais segmentos são chamados epítopos. Da mesma forma, é apenas o parátopo do anticorpo que entra em conctato com o epitopo.
As proteínas são compostas por repetições de subunidades que contêm nitrogénio chamadas aminoácidos. A sequência linear de aminoácidos que compõem uma proteína é chamada de estrutura primária, que tipicamente não se apresenta como uma linha simples de proteínas sequenciais (muito parecida com um nó, ao invés de uma sequência em linha reta). Mas, quando um antígeno é desagregado num lisossoma, este produz pequenos peptídeos, que podem ser reconhecidos através dos aminoácidos que se encontram continuamente em linha e, portanto, são chamados de epítopos lineares.
Quando se realizam testes moleculares que utilizam anticorpos como western blot ou imunohistoquímica e ELISA, os anticorpos que reconhecem epítopos lineares e conformacionais devem ser cuidadosamente escolhidos.
Por exemplo, se fervermos uma amostra de proteína, a tratarmos com beta-mercaptoetanol e executarmos SDS-PAGE para western blotting, as proteínas serão essencialmente desnaturadas e, portanto, não poderão adotar as suas conformações tridimensionais naturais. Assim sendo, os anticorpos que reconhecem epítopos lineares, em vez de epítopos conformacionais, são escolhidos para imunodetecção. Em contraste, na imunohistoquímica, onde a estrutura proteica é preservada, os anticorpos que reconhecem epítopos conformacionais são os preferidos.